# Ludwig Bittner
Ludwig Bittner (ur. 1796 w Kłodzku, zm. 1835 tamże) – niemiecki malarz.

## Twórczość
Malował sceny religijne i mitologiczne. Autor m.in. obrazów w Wambierzycach: Rozpacz Judasza (1819) w kaplicy kalwaryjskiej i Uzdrowienie niewidomego Jana (1824) we wnętrzu kościoła Nawiedzenia Najświętszej Maryi Panny.